# Aykırıkçı, Altıntaş
Aykırıkçı là một xã thuộc huyện Altıntaş, tỉnh Kütahya, Thổ Nhĩ Kỳ. Dân số thời điểm năm 2008 là 67 người.